# Aerosol

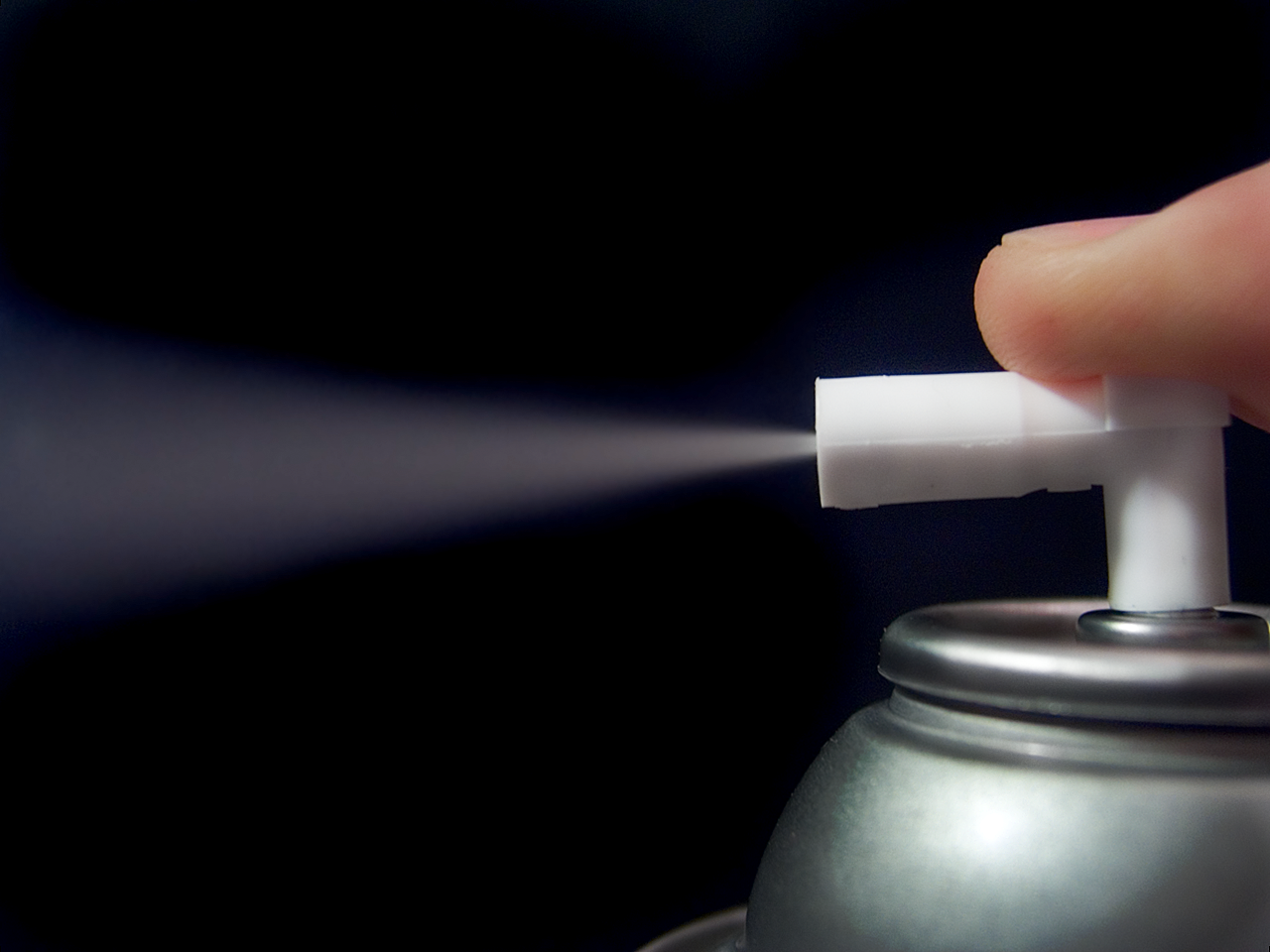
Aerosol ottenuto attraverso una bomboletta spray

Un aerosol è un tipo di colloide in cui un liquido o un solido sono dispersi in un gas.
Il diametro delle particelle è normalmente compreso fra 1 μm e 1 nm, ma nel caso in cui vi siano moti turbolenti anche particelle di dimensioni maggiori possono essere incluse.
Esempi tipici di aerosol naturali sono le nuvole, la nebbia (esteso e pesante addensamento di minuscole gocce d'acqua), la foschia (addensamento leggero di minuscole gocce d'acqua), il pulviscolo atmosferico.
Altri tipi di aerosol sono quelli prodotti dalle bombolette spray.

## Aerosol atmosferico
L'aerosol atmosferico è composto da particelle e corpuscoli in sospensione all'interno dell'atmosfera la cui natura chimica è variabile e dipende dall'origine dell'aerosol che può essere immesso in atmosfera dall'azione dei venti sui deserti con conseguente trasporto di sabbie sottilissime, oppure dall'azione dei venti sugli oceani con conseguente trasporto di spume marine.
Grandi quantità di aerosol vengono immesse dai vulcani oppure assieme alle emissioni industriali e da combustibile dovute all'attività umana. Gli aerosol costituiscono dei nuclei di aggregazione per le molecole di vapore acqueo e quindi contribuiscono alla formazione delle nubi.
Gli aerosol giocano un ruolo importantissimo nel processo di scattering della radiazione solare: essi infatti rappresentano i centri di diffusione della radiazione solare che, quando li incontra, viene "deviata" in direzione diversa da quella di incidenza; dunque contribuiscono in maniera determinante a una ridistribuzione del campo energetico-radiativo di natura solare mentre soltanto in piccola parte contribuiscono all'assorbimento di tale radiazione. L'aumento degli aerosol atmosferici (a causa dell'inquinamento) ha portato negli ultimi anni alla comparsa di un fenomeno noto come oscuramento globale, che in parte compensa il riscaldamento globale.

## Aerosol nella medicina

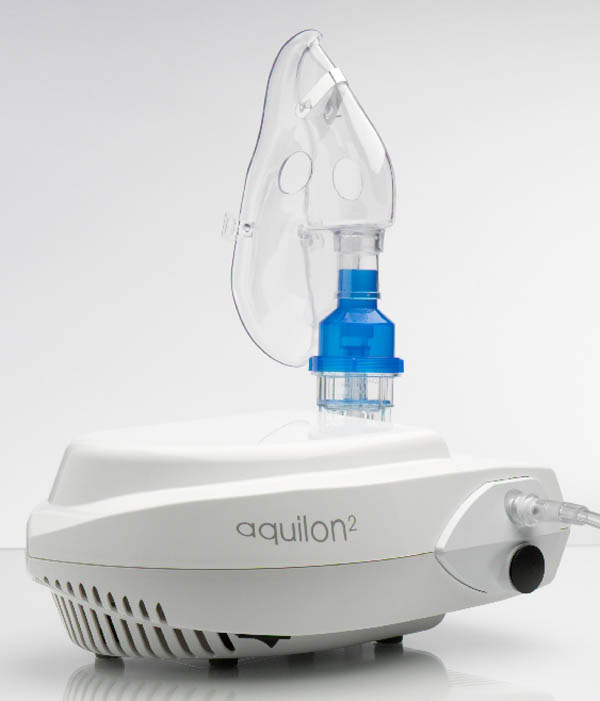
Nebulizzatore per usi medici

L'aerosol per uso medico, è usato principalmente per la cura di problemi di natura respiratoria (aerosolterapia). Esso consiste di un apparecchio che permette la somministrazione aerea di farmaci per la cura o la prevenzione delle malattie a carico dell'apparato respiratorio. L'aerosol è uno degli strumenti più usati, grazie alla sua efficacia, per la cura di asma, tosse e infiammazione che coinvolgono l'apparato respiratorio del nostro organismo. 
L'efficienza di questo strumento è dovuta al fatto che il farmaco viene ridotto in particelle molto piccole che, sfuggendo alla forza di gravità, riescono ad accedere con maggiore facilità in tutte le zone delle vie respiratorie. Le dimensioni di tali particelle sono davvero ridotte: si parla di una grandezza di 1 micron, ovvero di un millesimo di millimetro. Questi microscopici corpuscoli raggiungono con facilità i vari organi del sistema respiratorio, tra cui laringe, polmoni, bronchi, alveoli polmonari e così via.
L'apparecchio per l'aerosol è costituito da un nebulizzatore, cioè un compressore di aria, che ha la funzione di trasformare la soluzione di farmaci introdotta in minuscole goccioline, simili a una vera e propria nebbiolina. Il farmaco viene introdotto in un'apposita ampolla, di vetro o plastica, secondo dosi ben stabilite.